# A Place So Foreign and Eight More
A Place So Foreign and Eight More, "Um Lugar Muito Estranho e Outros Oito" (em português),  é uma coleção de contos pelo escritor canadense-britânico Cory Doctorow. Seis dessas histórias foram divulgadas eletronicamente sob uma licença Creative Commons. Uma edição em brochura foi lançada em Nova York pela editora "Four Walls Eight Windows" em 2003.  A coleção apresenta uma introdução por Bruce Sterling, e inclui "0wnz0red", que foi nomeado para o Prémio Nebula de 2003 de melhor "Novelette".